# Abbaye de Fürstenfeld
L'abbaye Notre-Dame de l'Assomption de Fürstenfeldbruck ou de Fürstenfeld est une ancienne abbaye cistercienne située à Fürstenfeldbruck dans le district de Haute-Bavière, à 25 km au nord-ouest de Munich.
L'abbaye a été sécularisée à l'époque napoléonienne et est entrée dans le domaine royal de Bavière. L'église, aujourd'hui paroissiale, est un chef-d'œuvre de l'art baroque tardif monumental de Bavière. Elle est dédiée à l'Assomption de la Vierge Marie.

## Historique
L'abbaye a été fondée en 1263 par Louis Le Sévère, duc de Bavière, qui y a fait venir l'Ordre cistercien. L'abbaye a été endommagée pendant la guerre de Trente Ans par les troupes suédoises et a été à nouveau consacrée en 1640. L'abbé Martin Dallmayr double le nombre des moines et la discipline originelle est rétablie. Les plans de  la nouvelle abbaye, de style baroque, sont dessinés à la fin du XVIIe siècle par Viscardi, et les premiers travaux ont lieu en 1691.
La première pierre de la nouvelle église baroque a été posée le 5 août 1700 et les plans conçus par l'architecte munichois Giovanni Antonio Viscardi, originaire des Grisons. Johann Georg Ettenhofer (de) poursuit les travaux. Le chœur est terminé en 1723 et la consécration de l'abbaye a lieu en 1741. Le clocher est terminé en 1745, la façade de l'église achevée en 1747. Les travaux de décoration de l'intérieur de l'église continuent jusqu'en 1766. L'ordre cistercien est chassé en 1803 à l'époque du recès d'Empire inspiré par Napoléon Bonaparte et l'abbaye et ses terres passent dans le domaine royal en 1816. Elle est rachetée en 1817 par le prince Wrede qui y installe un hospice pour invalides de guerre. la salle capitulaire est transformée en salle de prières pour les protestants en 1828.
Les bâtiments de l'ancienne abbaye servent de caserne et d'hôpital militaire de 1848 à 1921. Ils abritent entre 1924 et 1975 diverses institutions de la police de Bavière.

## Description
L'église mesure 87 mètres de long sur 32 mètres de large et 43,2 mètres de haut. Le clocher mesure 70 mètres de hauteur.

## Orgue

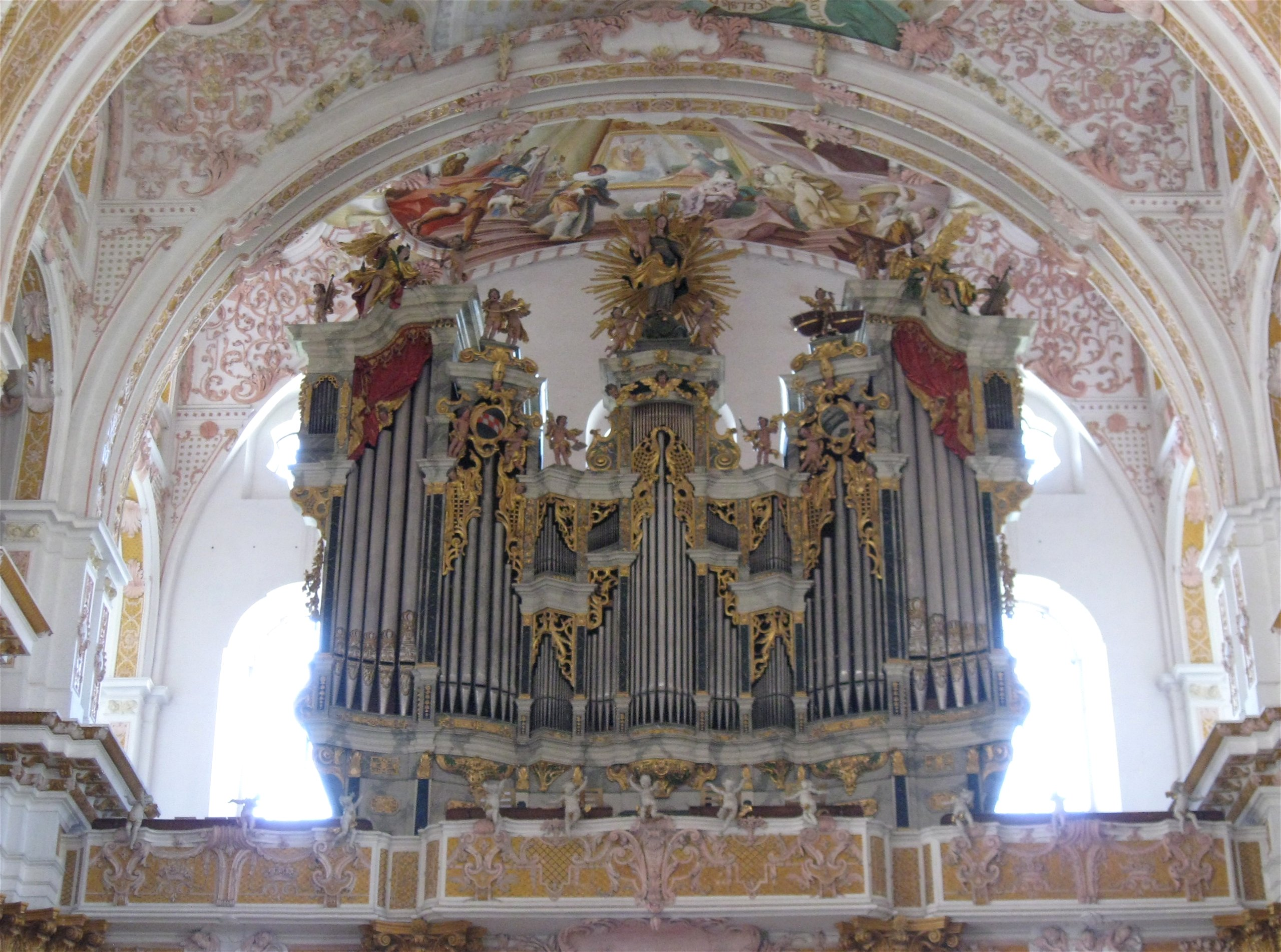
Orgue J.G.Fux 1737 de l'abbatiale N.D.de l'Assomption de Fürstenfeld.

Sur la tribune occidentale, l’orgue  est un des rares instruments à deux claviers de la première moitié du XVIIIe siècle de Bavière méridionale presque intégralement préservés. Le buffet a été sculpté par Johann Georg Greiff en 1737, la partie instrumentale est de maître Johann Georg Fux (de) de Donauworth (1736/37). L’instrument a 27 jeux sur deux claviers et pédale, avec  des sommiers à gravures et registres coulissants, une traction de notes et un tirage de jeux mécaniques. Il a été dernièrement restauré et très partiellement reconstruit en 1978 par la firme Sandtner (de).
| I Hauptwerk C– |                      |            |
| 1.             | Violon               | 16'        |
| 2.             | Principal            | 8'         |
| 3.             | Flûte ouverte (bois) | 8'         |
| 4.             | Quintadena           | 8'         |
| 5.             | Octave               | 4'         |
| 6.             | Waldflöte (bois)     | 4'         |
| 7.             | Quinte               | 2/3'       |
| 8.             | Superoctave          | 2'         |
| 9.             | Sesquialtera         | 2' + 13/5' |
| 10.            | Mixture V            | 1/3'       |
| 11.            | Cymbale III          | 1'         |

| II Oberwerk C– |                      |           |
| 12.            | Holzprincipal (bois) | 8'        |
| 13.            | Viole de Gambe       | 8'        |
| 14.            | Salicet              | 8'        |
| 15.            | Coppel               | 8'        |
| 16.            | Octave               | 4'        |
| 17.            | Spitzflöte           | 2'        |
| 18.            | Hörnli II            | 1/3'+4/5' |
| 19.            | Cymbale III-II       | 1'        |

| Pedal C–d1 |                           |       |
| 20.        | Grand Bordun (bois)       | 32'   |
| 21.        | Pedale-principal          | 16'   |
| 22.        | Soubasse (bois & ouverte) | 16'   |
| 23.        | Octave-basse              | 8'    |
| 24.        | Quinte-basse (bois)       | 51/3' |
| 25.        | Superoctave-basse         | 4'    |
| 26.        | Pedale - Mixture VI       | 4'    |
| 27.        | Trompe                    | 16'   |

Accouplement OW/HW , tirasses HW & OW.

## Galerie de photos

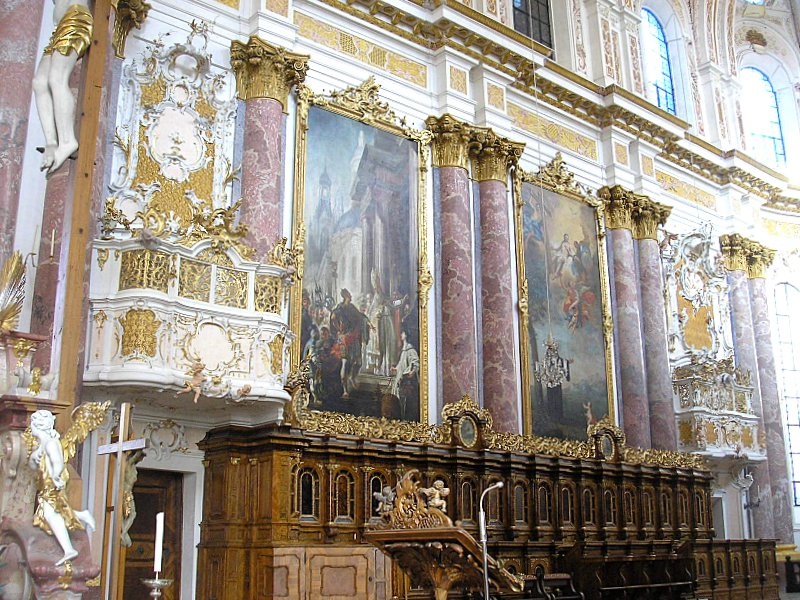
Côté nord du chœur
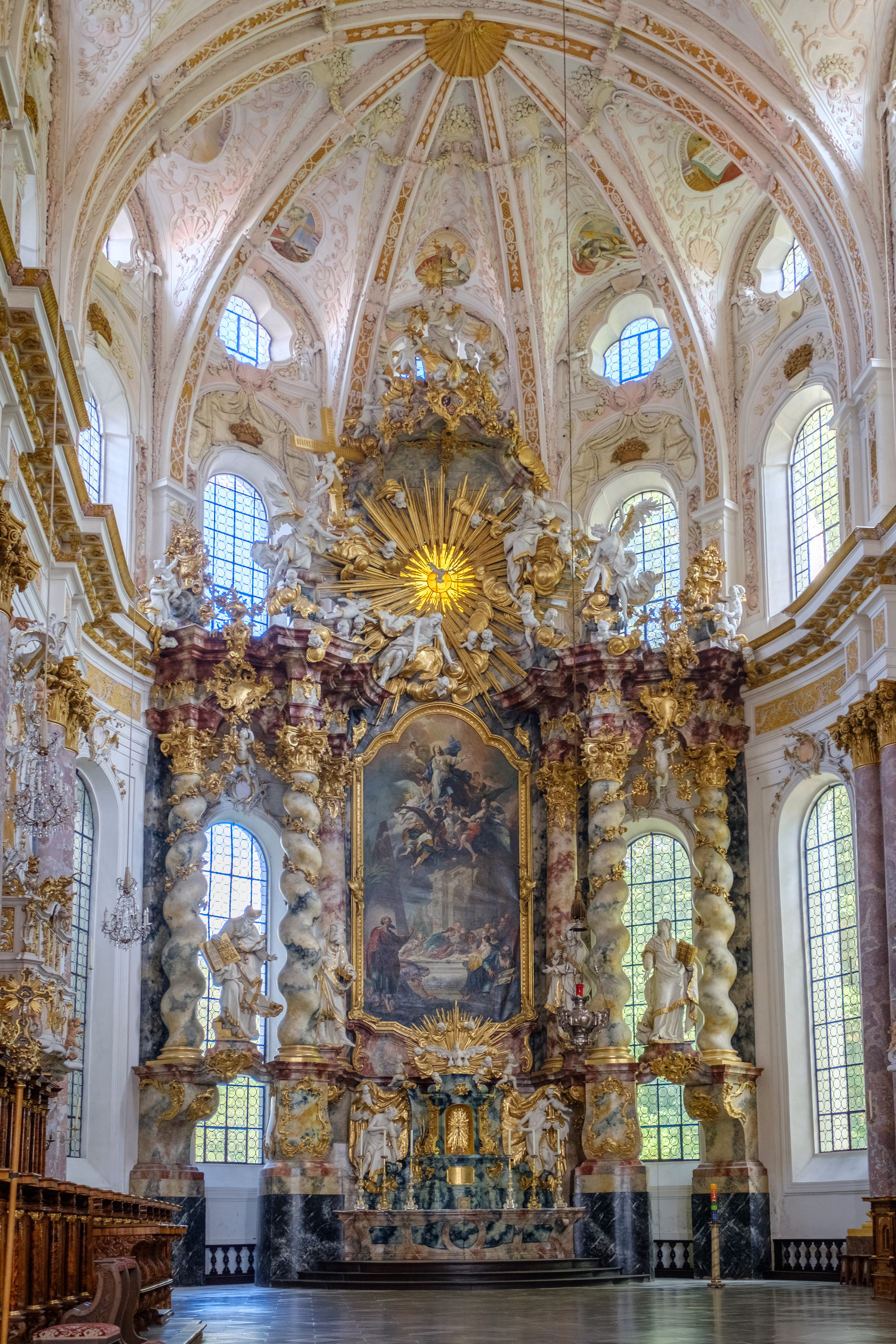
Vue de l'intérieur de l'église
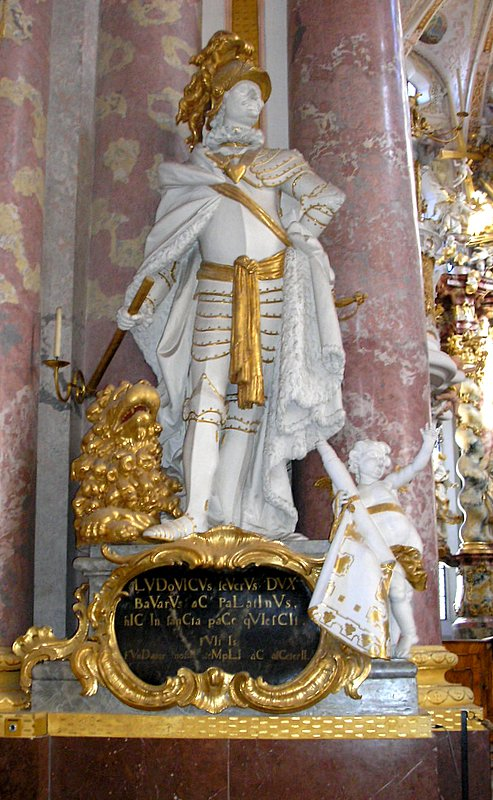
Statue de Louis II de Bavière (1229-1294) dit Louis Le Sévère
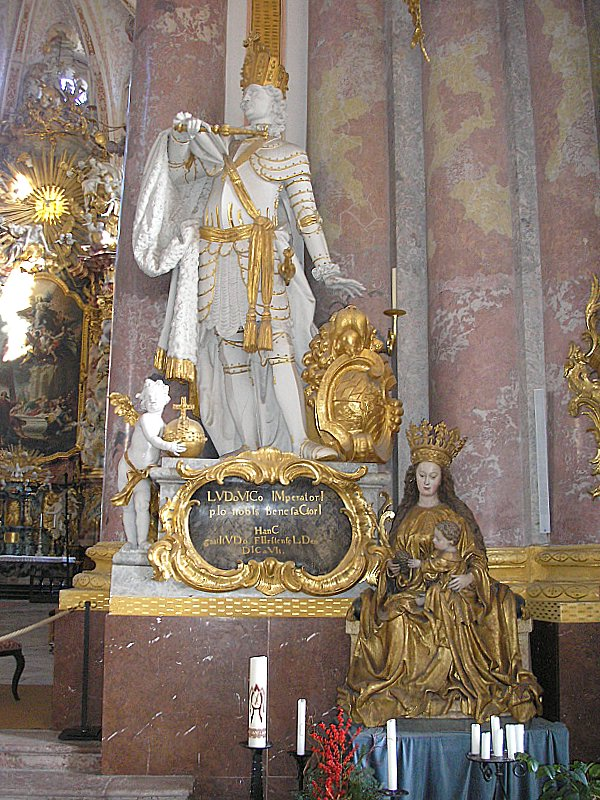
Statue de l'empereur Louis IV
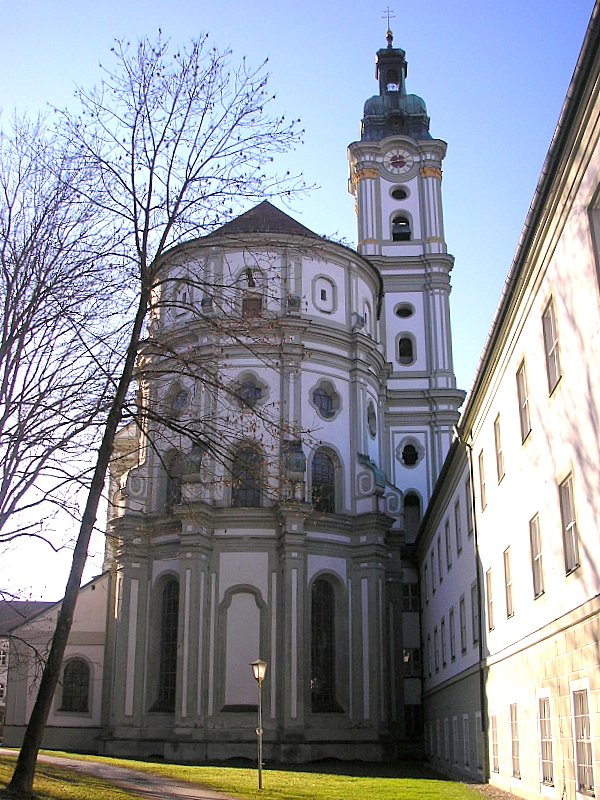
Côté est de l'église
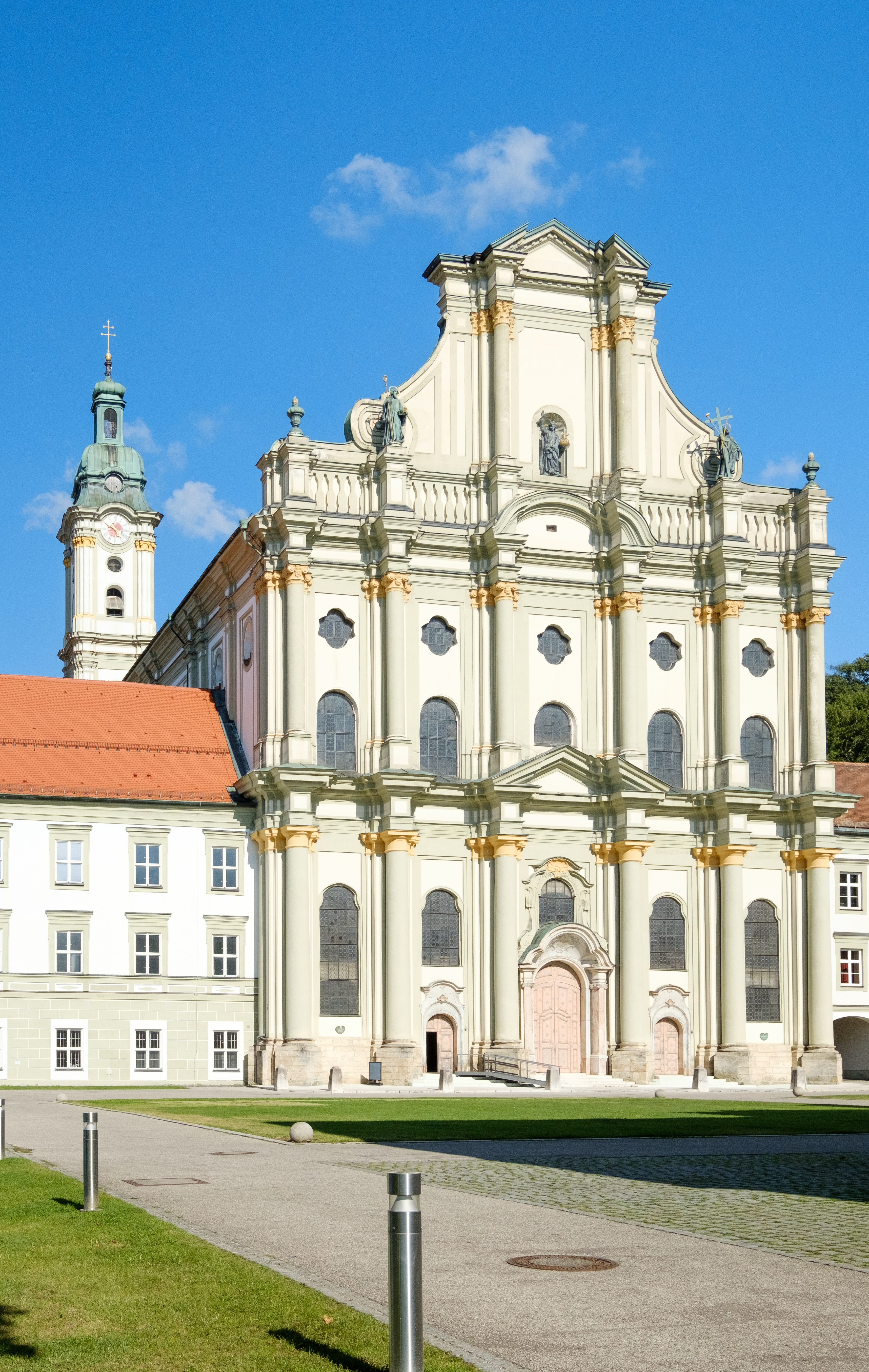
Vue de la porte de l'abbaye